# آی جی ای (سوپرمارکت)
آی جی ای ، یک فروشگاه زنجیره ای آمریکایی در حوضه فروشگاه های مواد غذایی است. این فروشگاه در حال حاضر در ۴۱ کشور فعال می باشد. برخلاف مدل کسب‌وکار فروشگاه‌های زنجیره‌ای ، آی جی ای تحت عنوان یک حق رای از راه فروشگاه‌هایی که به شکل جداگانه از برند وابسته به آن می باشند، انجام می دهد. بسیاری از این فروشگاه ها در بازارها و شهرهای کوچکی مشغول فعالیت در این زمینه می باشند و مربوط به خانوار هایی می باشند که آنان را مدیریت می کنند. بعد از آن در سال ۱۹۲۶ در ایالات متحده به عنوان همبستگی خواربار فروشان آزاد پایه گذاری شد. هم اکنون دفتر مرکزی آن در شیکاگو ، ایلینوی می باشد. 

## گالری

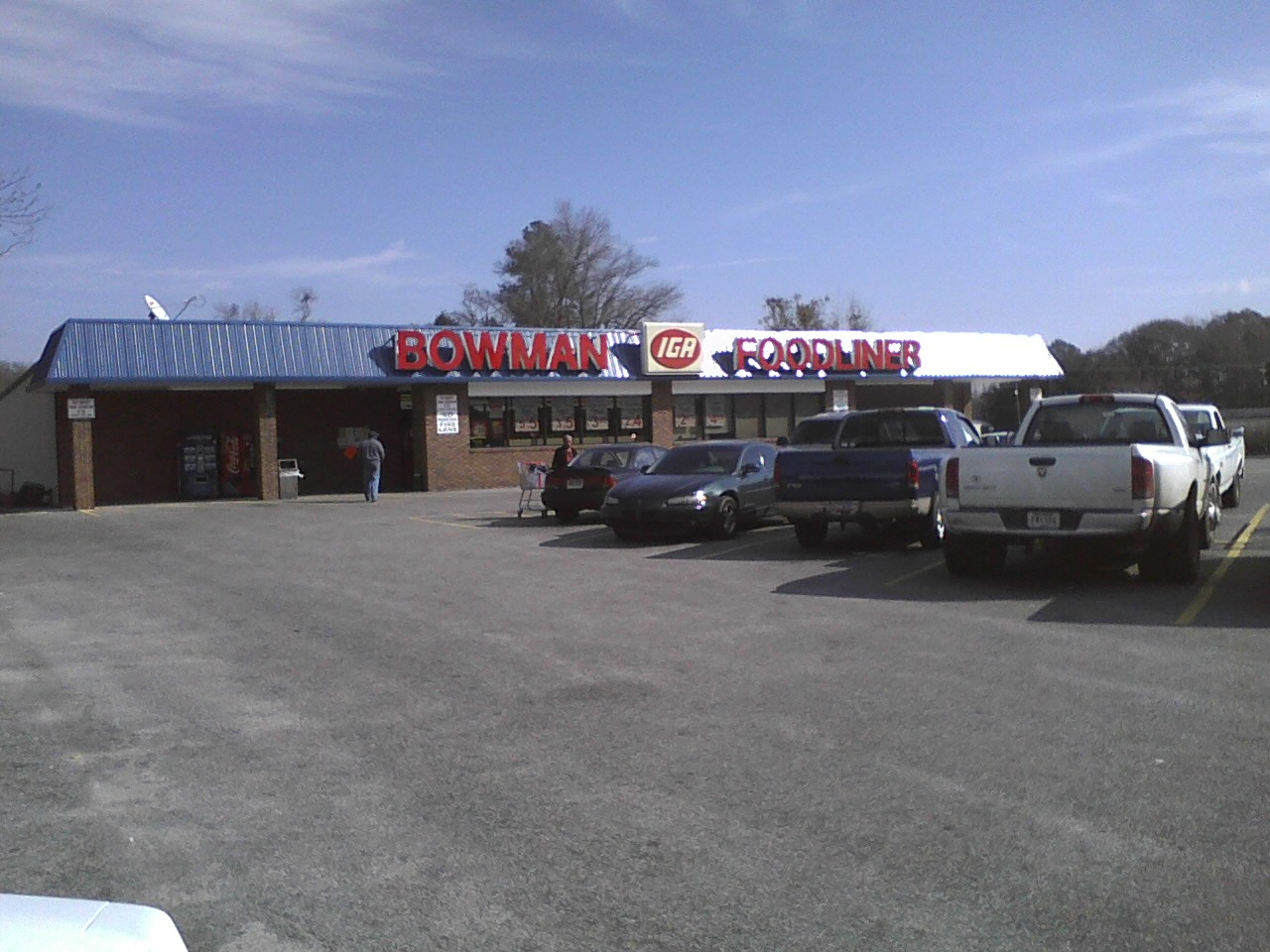
غذاخوری آی جی ای در بوومن، کارولینای جنوبی، در دسامبر ۲۰۰۸. بعدها این مکان پس از آتش‌سوزی در تاریخ ۲۴ سپتامبر ۲۰۱۷ تعطیل می شود. بعد از آن هیچ برنامه خاصی برای بازگشایی آن موجود نمی باشد.
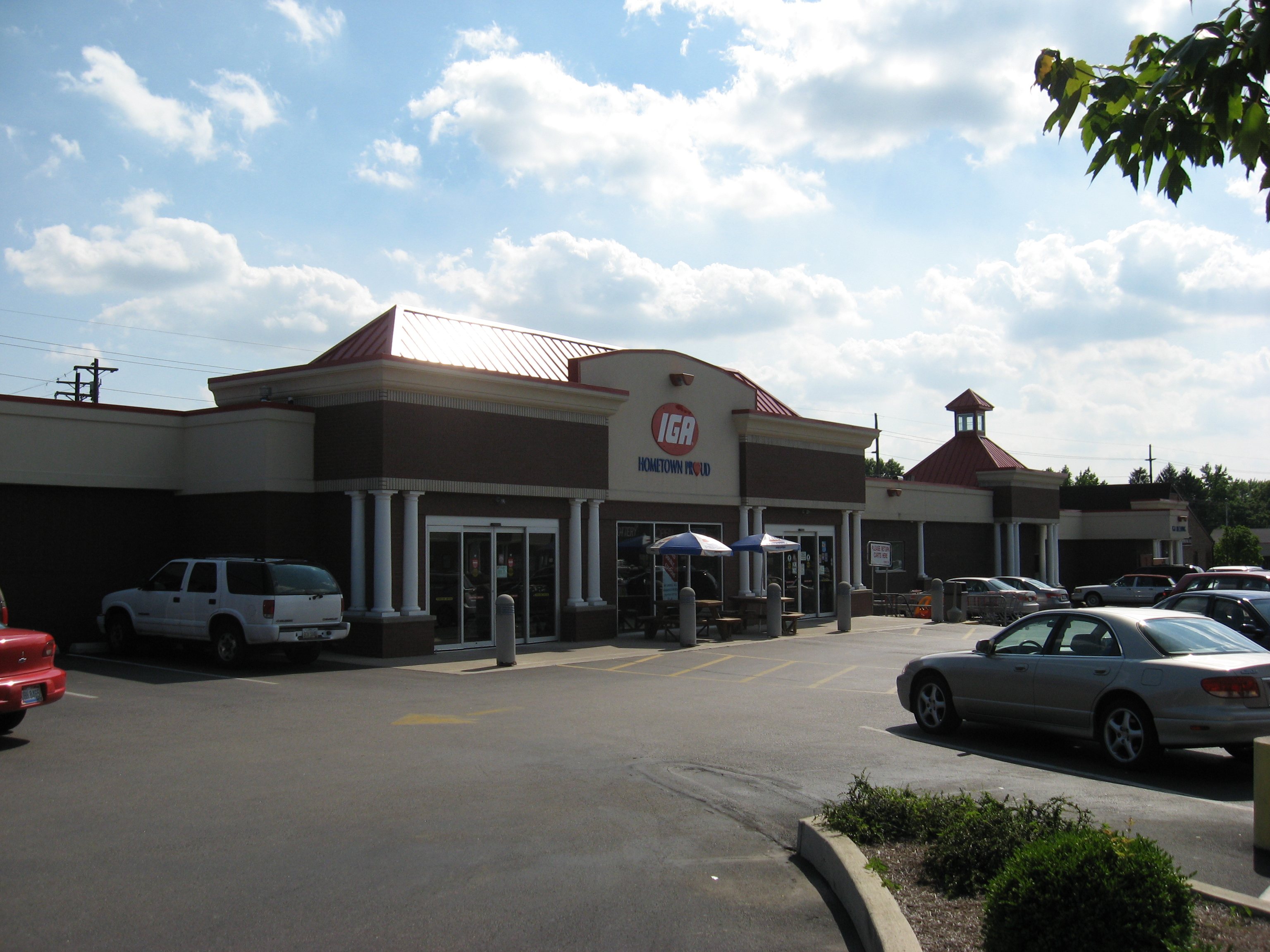
ویترین فروشگاه جدید آی جی ای در اسپرینگبورو، اوهایو، در ژوئن ۲۰۰۹. بعدها این مکان در سال ۲۰۱۴ بسته شد و بعد از آن در سال ۲۰۱۶ تخریب گردید.
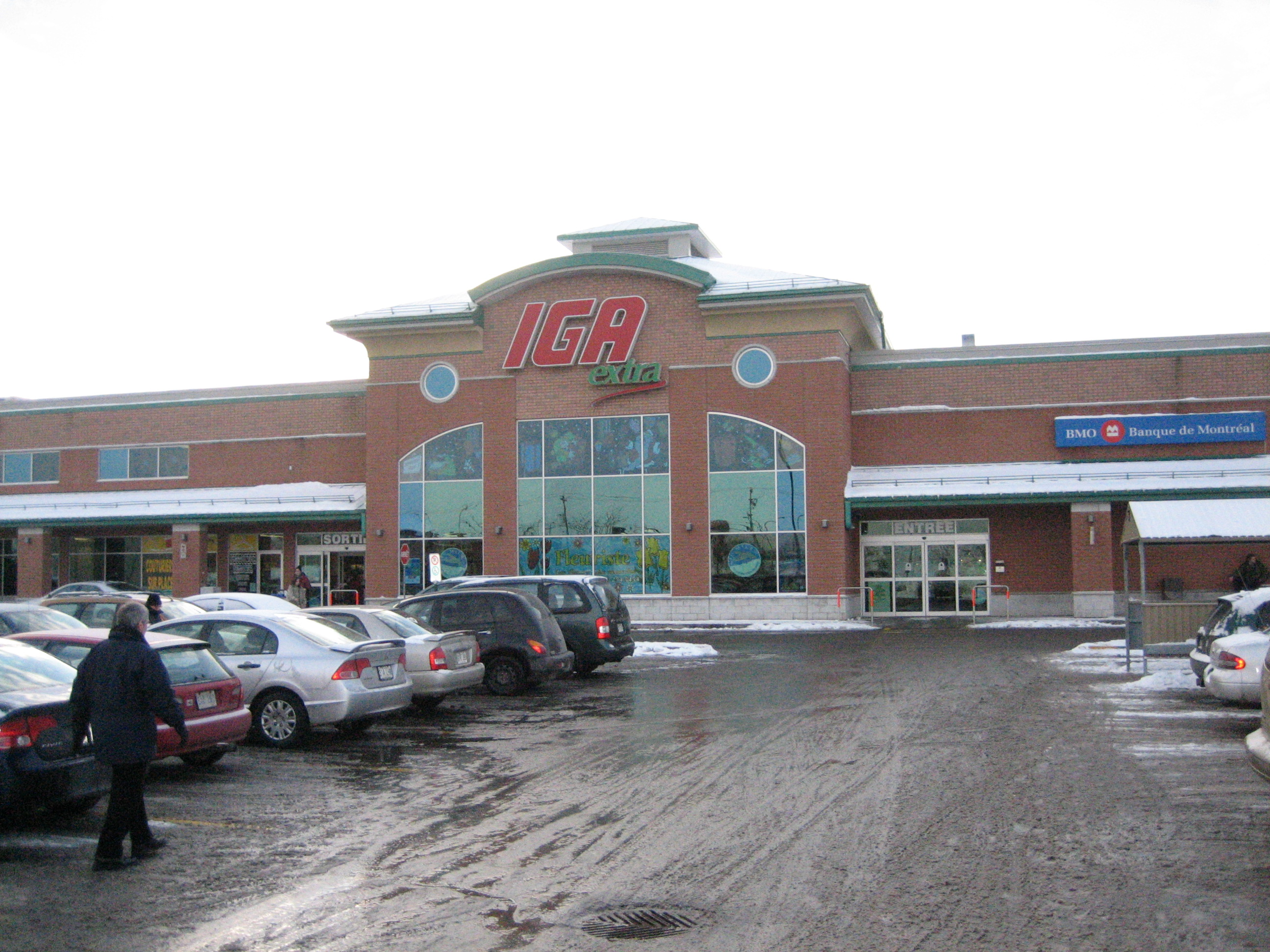
فروشگاه لانجلیر اضافی آی جی ای در مونترال، کبک، در دسامبر ۲۰۰۶.
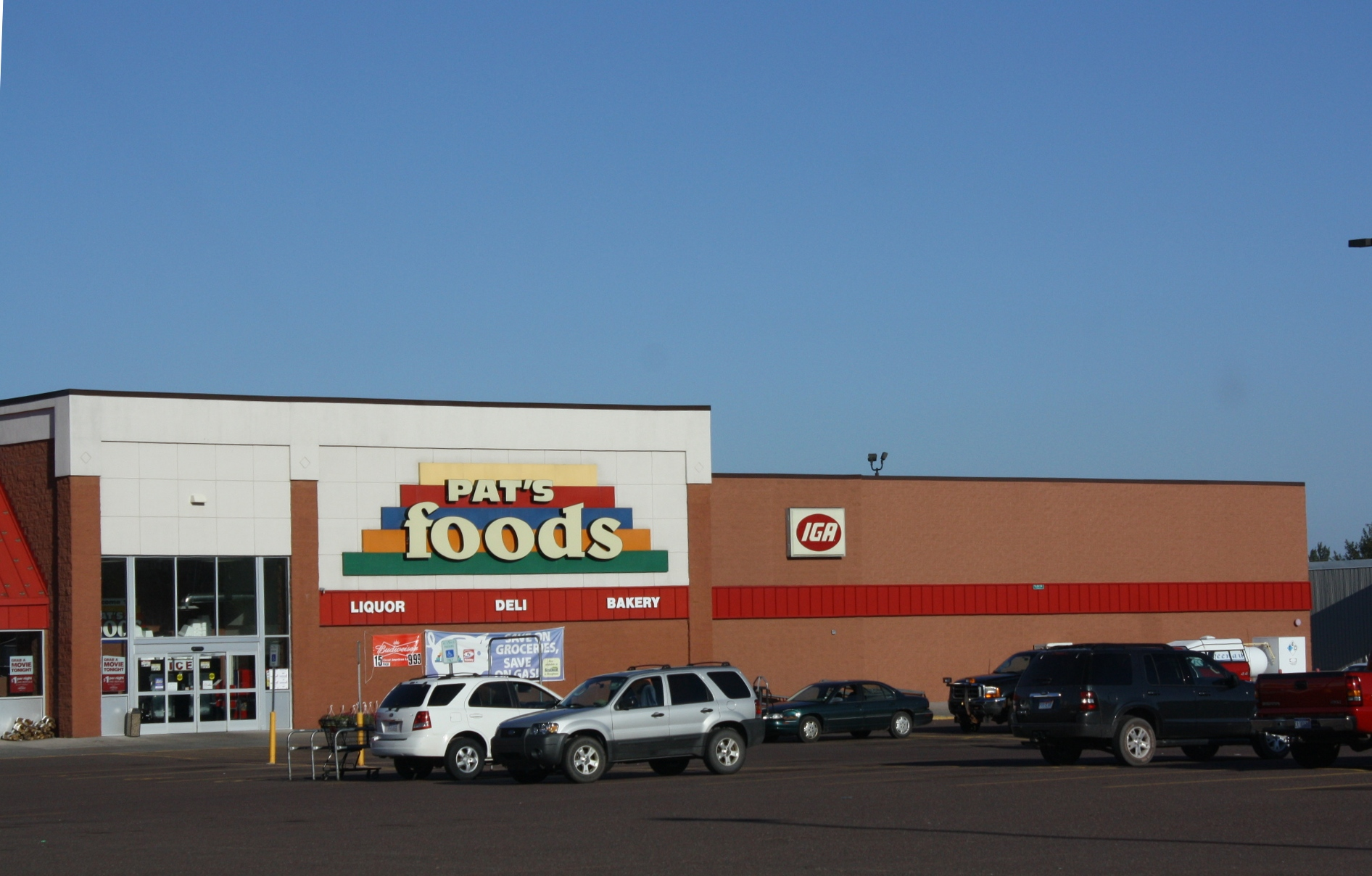
فروشگاه آی جی ای به عنوان غذا های پت در کالومت، میشیگان، در اوت ۲۰۱۰.
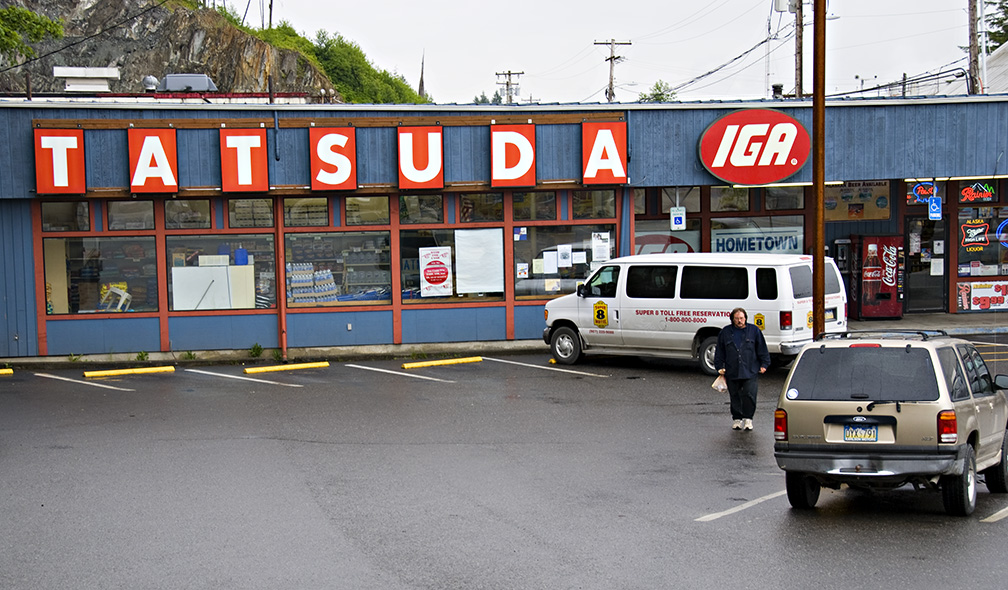
فروشگاه آی جی ای تحت عنوان تاتسوتا در کتچیکن، آلاسکا، در ژوئن ۲۰۰۷. این کسب و کار در سال ۱۹۱۶ پایه گذاری شد و پیش از پایه گذاری آن نام تجاری آی جی ای که در ویترین فروشگاه آن به چشم خرده می شد، بود. بعد از آن این مکان در سال ۲۰۲۰ درست پس از رانش زمین  بسته می شود و بعدها این فروشگاه تخریب می شود.